# Bound (película de 2018)
Bound es una película nigeriana de drama romántico de 2018 dirigida por Frank Rajah Arase y producida por Lilian Afegbai. Está protagonizada por Rita Dominic, Enyinna Nwigwe, Joyce Kalu, Nicole Banner, Duke Emmanuel y Neye Balogun. Fue rodada en Enugu, Nigeria y se estrenó el 16 de marzo de 2018 en el Filmhouse IMAX Cinema Lekki, Lagos. Recibió críticas mixtas y ganó el premio a la mejor película en lengua indígena (igbo) en los Africa Magic Viewers Choice Awards 2018.

## Sinopsis
Chinenye es una hermosa profesional de 35 años que enfrenta el acoso de amigos y familiares por permanecer soltera. A pesar del miedo de Chinenye al compromiso, Elochukwu permanece a su lado para demostrarle su amor incondicional.

## Elenco
- Rita Dominic como Chineye
- Enyinna Nwigwe como Elochukwu
- Joyce Kalu
- Nichole Banna
- Duque emmanuel
- Neye Balogun
- Stan K. Amandi
- Príncipe Nwafor